# Fercé
Fercé (bretonisch: Ferreg; Gallo: Fèrczaé) ist eine französische Gemeinde mit 502 Einwohnern (Stand: 1. Januar 2022) im Département Loire-Atlantique in der Region Pays de la Loire; sie gehört zum Arrondissement Châteaubriant-Ancenis und zum Kanton Châteaubriant. Die Einwohner werden französisch Fercéens genannt.

## Geografie
Fercé liegt etwa 66 Kilometer nordnordöstlich von Nantes und etwa 40 Kilometer südöstlich von Rennes. Der Brutz begrenzt die Gemeinde im Süden und der Semnon im Norden. Umgeben wird Fercé von den Nachbargemeinden Martigné-Ferchaud im Norden und Osten, Noyal-sur-Brutz im Südosten, Rougé im Süden und Westen, Soulvache im Westen und Nordwesten sowie Thourie im Nordwesten.

## Bevölkerungsentwicklung
| Jahr                       | 1962 | 1968 | 1975 | 1982 | 1990 | 1999 | 2006 | 2017 |
| Einwohner                  | 561  | 545  | 501  | 459  | 499  | 517  | 485  | 474  |
| Quellen: Cassini und INSEE |      |      |      |      |      |      |      |      |

## Sehenswürdigkeiten
- Kirche Saint-Martin aus dem Jahre 1702
- Schloss Le Boispéan aus dem 17. Jahrhundert

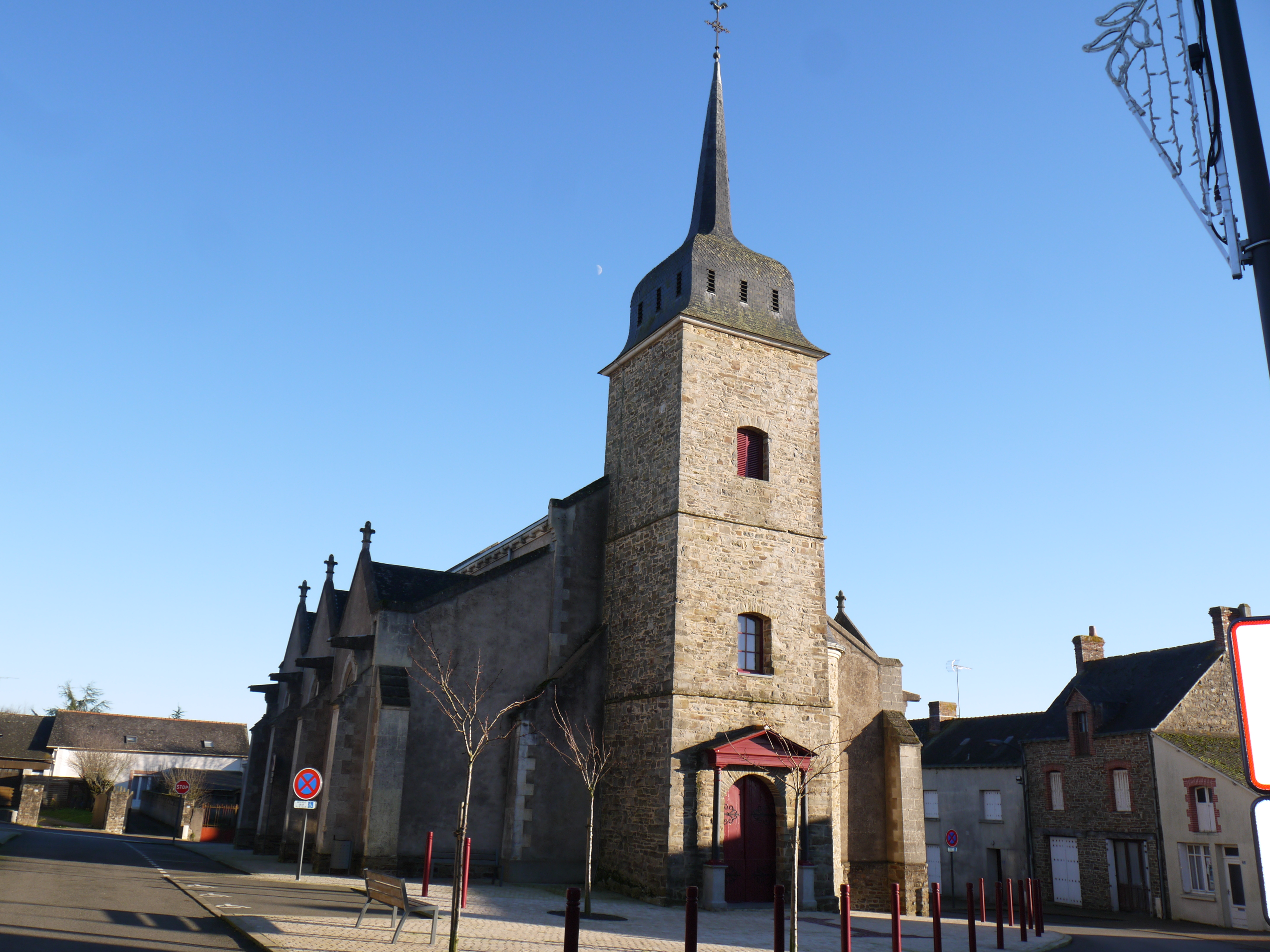
Kirche Saint-Martin
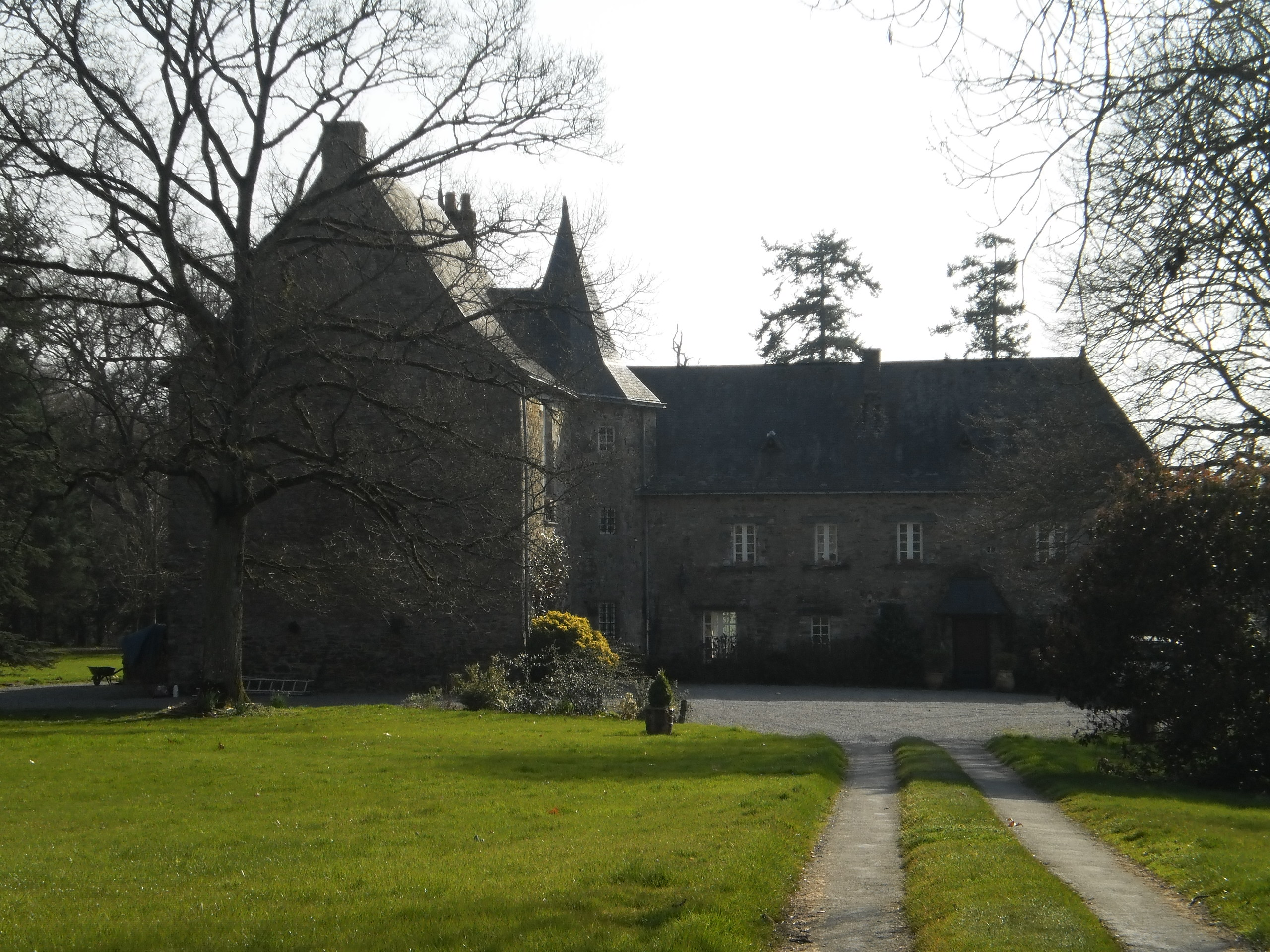
Schloss Le Boispéan